# Rebin Sulaka
Rebin Ghareeb Sulaka Adhamat (arabisch ريبين سولاقا, DMG Rībīn Sūlāqā; * 10. April 1992 in Ankawa) ist ein irakisch-schwedischer Fußballspieler.

## Karriere

### Verein
Rebin Sulaka erlernte das Fußballspielen in der Jugendmannschaft vom Eskilstuna City FK im schwedischen Eskilstuna. Hier unterschrieb er auch am 1. Januar 2010 seinen ersten Profivertrag. Der Verein spielte in der vierten schwedischen Liga, der Division 2. 2011 wurde er mit dem Verein Meister und stieg in die dritte Liga auf. 2013 wechselte er zum Ligakonkurrenten Dalkurd FF nach Uppsala. Ljungskile SK, ein Verein, der in der zweiten schwedischen Liga spielte, nahm ihn 2014 unter Vertrag. Für den Verein aus Ljungskile absolvierte er 20 Zweitligaspiele. 2015 stand er beim ebenfalls in der zweiten Liga spielenden Syrianska FC in Södertälje unter Vertrag. Von August 2015 bis Oktober 2015 wurde er an den Zweitligisten AFC Eskilstuna ausgeliehen. Ende März 2016 verließ er Schweden. In Norwegen unterzeichnete er einen Vertrag bei Elverum Fotball. Der Verein aus Elverum spielte in der dritten norwegischen Liga, der PostNord-Ligaen. Mit Elverum wurde er Meister der Gruppe 2 und stieg somit in die zweite Liga auf. Im Juli 2017 zog es ihn nach Katar. Hier spielte er bis August 2019 für die Erstligisten Al-Markhiya SC, al-Khor SC und Al-Shahaniya SC. FK Radnički Niš, ein Verein aus Serbien, nahm ihn Ende August 2019 unter Vertrag. Mit dem Verein aus Niš spielte er 13-mal in der ersten serbischen Liga. Von Januar 2020 bis Mitte August 2020 war er vertrags- und vereinslos. Der bulgarische Erstligist Arda Kardschali aus Kardschali nahm ihn am 15. August 2020 unter Vertrag. Für Kardschali stand er 12-mal in der ersten Liga auf dem Spielfeld. Im Januar 2021 unterschrieb er einen Vertrag beim Ligakonkurrenten Lewski Sofia in Sofia. Für Sofia absolvierte er vier Erstligaspiele. Anfang August 2021 zog es ihn nach Thailand, wo er einen Vertrag beim Erstligisten Buriram United unterschrieb. Am Ende der Saison 2021/22 feierte er mit Buriram die thailändische Meisterschaft. Am 22. Mai 2022 stand er mit Buriram im Finale des FA Cup. Hier besiegte man den Erstligisten Nakhon Ratchasima FC nach Verlängerung mit 1:0. Eine Woche später stand er mit dem Verein im Finale des Thai League Cup, wo man den Erstligisten PT Prachuap FC mit 4:0 besiegte. Nach Ende der Saison 2021/22 wurde er in die Elf der Saison gewählt. Am 20. Mai 2023 stand er mit Buriram im Endspiel des Thai League Cup. Das Finale wurde mit 2:0 gegen den Erstligisten BG Pathum United FC gewonnen. Nach zwei Jahren, in denen er 51 Erstligaspiele bestritt, wurde sein Vertrag im Sommer 2023 nicht verlängert. Im Juli 2023 unterschrieb er in Schweden einen Vertrag beim Erstligisten IF Brommapojkarna. Nach nur vier Erstligaspielen wechselte er im Februar 2024 nach Südkorea. Hier nahm ihn der Erstligist FC Seoul unter Vertrag. Nach drei Ligaspielen wurde sein Vertrag Ende Juni 2024 nicht verlängert. Nach kurzer Vereinslosigkeit zog es ihn im September 2024 in die Schweiz, wo er einen Vertrag beim Zweitligisten FC Schaffhausen unterschrieb. Bei dem Verein aus Schaffhausen stand er bis Januar 2025 unter Vertrag und absolvierte acht Ligaspiele. Anfang Februar 2025 nahm ihn der irakische Erstligist Erbil SC aus Erbil unter Vertrag. Für den Erstligisten aus Erbil bestritt er neun Ligaspiele. Im Juli 2025 kehrte er nach Thailand zurück. Hier unterschrieb er in der Hauptstadt Bangkok einen Vertrag beim Erstligisten Port FC.

### Nationalmannschaft
Rebin Sulaka spielt seit 2015 in der irakischen Nationalmannschaft. Sein Debüt in der Nationalelf gab er am 11. Juni 2015 in einem Freundschaftsspiel gegen Japan. Hier stand er in der Startelf und spielte die kompletten 90 Minuten. Japan gewann das Spiel mit 4:0. Mit der Mannschaft nahm er 2019 an der Asienmeisterschaft in den Vereinigten Arabischen Emiraten teil. Hier schied man im Achtelfinale gegen den späteren Asienmeister Katar aus.

## Erfolge
Eskilstuna City FK
- Division 2: 2011  ▲

Elverum Fotball
- PostNord-Ligaen: 2016  ▲

Buriram United
- Thailändischer Meister: 2021/22, 2022/23
- Thailändischer Pokalsieger: 2021/22
- Thailändischer Ligapokalsieger: 2021/22,  2022/23

## Auszeichnungen
Thai League
- Best XI: 2021/22